# Guerres du monde émergé
Guerres du monde émergé (titre original : Le guerre del Mondo Emerso) est une trilogie écrite par Licia Troisi, faisant suite à la trilogie Chroniques du monde émergé. 

## Ouvrages
1. La Secte des assassins, Pocket Jeunesse, 2010 ((it) La setta degli assassini, 2006)
2. Les Deux Combattantes, Pocket Jeunesse, 2011 ((it) Le due guerriere, 2007)
3. Un nouveau règne, Pocket Jeunesse, 2011 ((it) Un nuovo regno, 2007)

### La Secte des assassins
Quarante ans ont passé depuis la défaite du Tyran. Pourtant ses adorateurs n'ont pas disparu : la Guilde — La secte des Assassins — continue d'agir en son nom... À 17 ans à peine, Doubhée est une voleuse redoutable de la Terre du Soleil. Hantée par son passé de tueuse, elle a toujours fui la secte. Mais les Assassins ont déjà décidé de son sort... et lui lancent une malédiction. Pour sauver sa vie, Doubhée doit retrouver celui qui l'a piégée. Même si pour cela elle doit rejoindre la Guilde...

### Les Deux Combattantes
En déjouant la malédiction qui pèse sur elle, Doubhée a découvert le plan machiavélique de la secte des Assassins : restaurer le règne d'Aster le Tyran. Accompagnée du magicien Lonerin, la guerrière part retrouver Sennar, disparu du Monde Emergé depuis plus de quarante ans. Avant cela les deux jeunes gens devront affronter le plus terrible des ennemis : Rekla, la Gardienne des Poisons, qui ne pardonne pas à Doubhée de s'être enfuie en trompant sa vigilance...

### Un nouveau règne
Depuis qu'il s'est allié avec la Guilde des Assassins, Dohor, le despote de la Terre du Soleil, étend sa conquête sanguinaire sur l'ensemble du Monde Émergé. Doubhée, Sennar, Lonerin et le vieil Ido vont tenter de renverser cette terrible alliance. À l'approche de l'ultime bataille, alors que toutes les missions semblent sur le point d'échouer, chacun doit régler ses comptes avec son passé. Une fois de plus, le destin du Monde Émergé est entre les mains de celui ou celle qui saura espérer et combattre pour un nouveau règne.

## Personnages principaux

### Doubhée
Née sur la Terre du Soleil, Doubhée a les cheveux châtains, le visage pâle et maigre, les yeux très sombres. Elle a une grande force de caractère mais aussi une part d’ombre. Voleuse à la réputation sans pareille, Doubhée, encore adolescente, est approchée par la Guilde. Hantée par un terrible crime qu’elle a commis par accident, elle refuse catégoriquement d’entrer au service de ces assassins, mais se retrouve bien vite piégée et embrigadée malgré elle dans la secte.

### Dohor
Général suprême, père de deux fils dont un mort bébé, devenu roi de la Terre du Soleil en épousant la reine Sulana. Il était à l’Académie en même temps que Nihal. Fin stratège, il a un grand pouvoir et contrôle six terres du Monde Émergé. Mais ses ambitions ne s’arrêtent pas là…

### Folwar
Conseiller de la Terre de la Mer, maître de Lonerin et Theana. Il est fort vieux mais aussi très gentil et doux.

### Forra
Demi-frère de Sulana, beau-frère de Dohor à la carrure impressionnante, il est l’un de ses plus féroces lieutenants. C'est lui qui s'occupera, avec violence, de l'éducation militaire de Learco.

### Ido
Ancien maître de Nihal, Ido est le seul gnome chevalier du Dragon. Chargé de retrouver et de protéger le petit-fils de Nihal et de Sennar, c’est lui qui conduit la résistance contre Dohor et la Guilde. Il mourra en combat contre Dohor, qu'il réussira a vaincre, mais succombera à ses blessures.

### Learco
Fils de Dohor et Sulana, qui n’apparais que fugitivement jusqu’au 3e tome, croise la route de Doubhée, en les achetant, elle et Theana, à un marchand d'esclave par qui elles avaient été capturées puis en leur rendant leur liberté. Et la voleuse, voulant un temps se servir de lui, découvre qu’ils ont beaucoup de points communs. Et donc, peu à peu...

### Lonerin
Magicien originaire de la Terre de l’Eau, élève du Conseiller Folwar, il entre dans la Guilde en tant qu’espion et combat ensuite aux côtés de Doubhée pour sauver le Monde Émergé et aider cette dernière à se délivrer de la malédiction que lui a infligée la guilde des assassins.

### Nihal
Demi-elfe qui a vaincu le Tyran lors de la Grande Bataille d’Hiver et est désormais décédée. Une statue est érigée en son honneur sur la place de Makrat.
(voir les Chroniques du monde émergé).

### Rekla
Gardienne des poisons de la guilde. Elle déteste Doubhée mais détient un substitut de remède pour la soulager du mal qui la ronge. Elle a une potion qui lui permet de rester jeune autant qu’elle veut. Rekla prétextant que c’est pour servir le plus longtemps possible son culte.

### San
Petit-fils de Nihal et Sennar, les vainqueurs du Tyran, San n’est qu’un enfant, il a de grands pouvoirs et devient malgré lui la cible privilégiée de la Guilde. Très sûr de lui, il essaiera de détruire seul la guilde, mais se fera rapidement capturer.

### Sarnek
Maître de Doubhée, il a fui la guilde où il était né. Il sauve  Doubhée quand celle-ci a 8 ans. Par la suite il la recueille car elle n’arrête pas de le suivre et qu’elle aussi est une enfant de la mort. Il en tombe presque amoureux car elle ressemble énormément à son amour de jeunesse, assassinée par la guilde. Il se ''suicidera'' en mettant un poison dans la pommade que Doubhée lui apliquait lorsqu'il était blessé.

### Sennar
L’illustre mage ayant participé à la Chute du Tyran a désormais quitté le Monde Émergé pour les Terres inconnues... Lui seul peut réussir à défaire le sceau imposé à Doubhée. (voir les Chroniques du monde émergé).

### Sulana
Après plusieurs années de règne sur la terre du soleil où elle finit par se sentir fatiguée d’être seule, elle prend pour époux le premier beau jeune homme qui lui fait la cour : Dohor, puis le regrette en découvrant qu’il ne s’intéresse qu’au pouvoir. Son premier fils adoré meurt bébé. Par la suite Dohor l’oblige à en avoir un deuxième pour lui succéder, c’est pour cela que Sulana déteste Learco.

### Tarik
Fils de Nihal et Sennar qui a fui à ses 15 ans car il ne s’entendait plus du tout avec son père : Sennar. Il a un fils, San, et s’est marié, ils vivent sur la terre du vent à Salazar. Il mourra assassiné par un assassin de la guilde.

### Theana
Magicienne, compagne de Lonerin à la fin. Theana qui, de petite apprentie jalouse, s’avère une magicienne courageuse et une porte-parole inébranlable du vrai culte de Thenaar, loin de cette hérésie que les Assassins ont érigée en dogme terrifiant.

### Yeshol
Gardien suprême de la Guilde, autrefois au service du Tyran. Après sa chute, il s’efforce de retrouver les livres de l’ancienne bibliothèque d’Aster et de rassembler ses écrits. Le projet qu’il a en tête est machiavélique… Il cherche à faire entrer Doubhée dans ses rangs.